# Gonomyia sinuosa
Gonomyia sinuosa är en tvåvingeart som beskrevs av Alexander 1930. Gonomyia sinuosa ingår i släktet Gonomyia och familjen småharkrankar. Inga underarter finns listade i Catalogue of Life.